# Breizacanthus irenae
Breizacanthus irenae is een soort haakworm uit het geslacht Breizacanthus. De worm behoort tot de familie Arhythmacanthidae. Breizacanthus irenae werd in 1969 beschreven door Golvan.